# News Delivery -Evening Edition-
News Delivery -Evening Edition-（ニュース・デリバリー・イブニング・エディション）は2010年4月1日から2016年3月31日まで放送されていたJFNC制作の情報番組である。なお、ジングル以外では基本的に「News Delivery」のみコールされる。放送時間は毎週月曜 - 木曜 17:00 - 18:55。（ネット局によって放送時間が異なるほか、一部時間帯に別番組を放送している）
本項では、当番組の内包コーナーから独立した番組になった『Salvage Music』（サルベージ・ミュージック）についても触れることにする。

## 概要
最新のニュースやニュース解説といった報道系のコーナーのほか、トピックスや音楽特集などで構成される。この時間帯におけるJFNCの生放送番組の配置は『EVENING JAPAN』以来9年ぶりとなる。
ほとんどのJFN系列で平日の17・18時台に自社制作番組を放送しているため、放送開始当初は自社制作番組『Evening Street』を終了させたエフエム山口が枠そのものをフルネット、レディオキューブ FM三重が一部のコーナーを自社制作番組内包する部分ネットという形でスタート。その後、若干の前後はあったが、終了時点でもネット局はV-Air、AFB、レディオキューブ FM三重にとどまった。
これらのことから、かつて『good morning! That's wakeman show』で設けられたような単一地域向けのコーナーは存在しない。
また、当番組終了により再びJFNCの月曜から木曜の夕方5・6時台の枠が廃止となったため、月曜から金曜の平日夕方枠が消滅（Happy Hour Party!を除く）したことになる。なお、当番組に内包していた『SALVAGE MUSIC』は、当番組が終了した後の2017年10月1日より単独番組『Salvage Music』として再開することになった（後述参照）。

## パーソナリティ
- 渡名喜織恵（2013年4月1日 - 2016年3月29日 月・火曜日担当、2010年4月1日 - 2013年3月28日は全曜日担当）
- 稲葉智美（2013年4月3日 - 2016年3月31日 水・木曜日担当）

その他
- 中田美香（体調不良により出演できなかった渡名喜の代理として出演、2013年1月14日（月）[2]・15日（火）[3]のみ）
- 番井奈歩（体調不良により出演できなかった渡名喜の代理として出演、2013年1月16日（水）・17日（木）[4]のみ）
- 松本ともこ（体調不良により出演できなかった渡名喜の代理として出演、2013年1月23日（水）[5]・24日（木）[6]のみ）
- 金子桃（体調不良により出演できなかった渡名喜の代理として出演、2014年3月31日（月）[7]・4月1日（火）[8]のみ）
- 古賀涼子（TOKYO FMアナウンサー、出演出来なかった渡名喜の代理として出演、2016年1月18日（月）17時台のみ）

### コメンテーター
コメンテーターについては2015年12月現在の情報であり、現在の出演者について以外は不明。
レギュラー
- 松崎泰弘（東洋経済新報社 編集局・特別編集部長、月～火曜日担当）
- 入江たのし（メディアプロデューサー、水曜日担当）
- 吉田暁央（スポーツのフリースタイル・アナウンサー、木曜日担当）

その他
- 小笠原聖（スポーツのフリーアナウンサー、2013年3月14日（木）[10]、2015年12月24日（木）、2016年3月17日（木）に出演）
- 落合早苗（2016年2月29日（月）に出演）

## タイムテーブル

### 終了時
2015年11月30日 - 2016年3月31日
- 17:05 - 17:10 ニュース（FM三重のみネット[11]）
- 18:05 ニュース[注 2]
- 18:10 気になる話題・メッセージ紹介など
- 18:15 ニュース解説（FM三重もネット[11]）
- 18:20 - 18:25 気になる話題・メッセージ紹介など
- 18:30 SALVAGE MUSIC
- 18:51 エンディング

特別編成
- 17:00 オープニング
- 17:05 ニュース
- 17:10 気になる話題・メッセージ紹介など
- 17:25 ゲストコーナー[注 3]
- 17:50 - 17:55 17時台エンディング
- 18:00 18時台オープニング
- 18:05 ニュース
- 18:10 気になる話題・メッセージ紹介など
- 18:15 ニュース解説
- 18:20 気になる話題・メッセージ紹介など
- 18:25 SALVAGE MUSIC
- 18:51 エンディング

### 過去
2010年4月1日 - 2015年11月26日
- 17:00 オープニング
- 17:05 ニュース（FM三重もネット）
- 17:10 - 17:20 一曲オンエアしたあと、話題を紹介（木曜のみ「気になるトピックス」として様々なジャンルの話題を取り上げている）[注 4]
- 17:35 - 17:50 TOKYO“道草”LIFE
- 18:00 18時台オープニング
- 18:05 ニュース[注 5]
- 18:10 話題・メッセージ紹介など
- 18:15 ニュース解説（FM三重もネット）
- 18:20 話題・メッセージ紹介など
- 18:25 SALVAGE MUSIC（V-Airのみ18:30より開始）
- 18:51 エンディング

上記に記載されていない時間帯は番組自体も一旦休止となる。なお、年末年始に臨時ネットされる局では17:00 - 17:05・17:10 - 17:55と18:00 - 18:05・18:25 - 18:30に放送される場合がある。
また、かつては18:10と18:20の時間帯は、17時台に紹介した話題やTOKYO“道草”LIFEの内容を18時台からネットする局向けに再び紹介することがあったが、FMYのネット終了に伴いコーナーが終了したため廃止した。

## コーナー

### 終了時
- ニュース

その時間の最新ニュースをヘッドライン形式で伝える。内容は基本的にJFNニュースと同じである。
この枠をネットする局だけもあるため、必ず「○○がお届けしています、News Delivery。では、ここでニュースをお伝えします。」と必ず発言してからニュースを読み上げ、読み上げ後には「以上、ニュースをお伝えしました。」と発言する。
- ニュース解説
- SALVAGE MUSIC（後述の『Salvage Music』も参照）

### 過去
- TOKYO“道草”LIFE
- ゲストコーナー

## ネット局
番組終了時に放送枠そのものをフルネットしている放送局は無し。そのため、番組の正式開始は18:05から。また、18:20以降は山陰のみの放送になるため、実質山陰ローカル。
放送時間の早い順から記載。

### 番組終了時
| 放送対象地域   | 放送局名                                     | 放送時間                    | 放送期間                     | 中断                         | 備考                                  |
| -------------- | -------------------------------------------- | --------------------------- | ---------------------------- | ---------------------------- | ------------------------------------- |
| 三重県         | 三重エフエム放送 （レディオキューブ FM三重） | 17:05 - 17:10 18:15 - 18:20 | 2010年4月1日 - 2016年3月31日 |                              | 自社制作番組「EVENING COASTER」内包。 |
| 島根県・鳥取県 | エフエム山陰（V-air）                        | 18:05 - 18:55               | 2011年4月4日 - 2016年3月31日 | 18:25 - 山陰中央新報ニュース | [ 注 8 ]                              |
| 青森県         | エフエム青森（AFB）                          | 18:05 - 18:20               | 2015年4月1日 - 2016年3月31日 |                              | 自社制作番組「RADI-MOTT!」内包。      |

### 過去
| 放送対象地域 | 放送局名                   | 放送時間                      | 放送期間                      | 中断 | 備考                                                               |
| ------------ | -------------------------- | ----------------------------- | ----------------------------- | --- | ------------------------------------------------------------------ |
| 山口県       | エフエム山口（FMY）        | 毎週月曜 - 木曜 17:00 - 18:55 | 2010年4月1日 - 2015年11月26日 | 17:10 メディカル山口 17:20 ニュース・ハイライト 17:25 Dream Catcher 17:30 道路交通情報17:50 - 18:00 TAG-TUNE DRIVING18:10 FM県民ダイアリー18:20 道路交通情報 | 自社制作番組「COZINESS」の 放送開始のため、打ち切り。              |
| 秋田県       | エフエム秋田（AFM）        | 毎週木曜 17:00 - 18:55        | 2011年3月24日 - 4月28日       | |                                                                    |
| 石川県       | エフエム石川（HELLO FIVE） | 毎週月曜 - 水曜 18:00 - 18:55 | 2013年4月1日 - 2014年3月31日  | | 自社制作番組「Sunset Express MOVE」が 放送時間拡大により打ち切り。 |

### 年末年始限定
年末年始に自社制作の生放送を休止して、当番組を特別ネットする地域も存在する。

#### 2012年 - 2013年
| 放送対象地域 | 放送局名                       | 放送時間      | 放送期間                      | 中断 | 備考                                                             |
| ------------ | ------------------------------ | ------------- | ----------------------------- | ---- | ---------------------------------------------------------------- |
| 岡山県       | 岡山エフエム放送（FM OKAYAMA） | 17:20 - 18:55 | 2012年12月31日 - 2013年1月3日 |      | 自社制作番組『TWILIGHT PAVEMENT』の 放送休止に伴い全編をネット。 |

#### 2013年 - 2014年
| 放送対象地域 | 放送局名                       | 放送時間                    | 放送期間                                            | 中断 | 備考                                                             |
| ------------ | ------------------------------ | --------------------------- | --------------------------------------------------- | ---- | ---------------------------------------------------------------- |
| 秋田県       | エフエム秋田（AFM）            | 17:00 - 17:50 17:00 - 18:55 | 2013年12月30日、2014年1月1日・1月2日 2013年12月31日 |      | 自社制作番組『Evening StREAM』の 放送休止に伴い全編をネット。    |
| 岡山県       | 岡山エフエム放送（FM OKAYAMA） | 17:20 - 18:55               | 2013年12月30日 - 2014年1月2日                       |      | 自社制作番組『TWILIGHT PAVEMENT』の 放送休止に伴い全編をネット。 |

#### 2014年 - 2015年
| 放送対象地域 | 放送局名                       | 放送時間      | 放送期間                      | 中断                | 備考                                                             |
| ------------ | ------------------------------ | ------------- | ----------------------------- | ------------------- | ---------------------------------------------------------------- |
| 岡山県       | 岡山エフエム放送（FM OKAYAMA） | 17:20 - 18:55 | 2013年12月30日 - 2014年1月2日 | 17:55：Music Remerk | 自社制作番組『TWILIGHT PAVEMENT』の 放送休止に伴い全編をネット。 |
| 青森県       | エフエム青森（AFB）            | 18:20 - 18:55 | 2014年12月29日 - 12月31日     |                     | 自社制作番組『RADI-MOTT!』の 放送時間短縮に伴いネット。          |

#### 2015年
| 放送対象地域 | 放送局名                       | 放送時間                    | 放送期間                                | 中断                  | 備考                                                             |
| ------------ | ------------------------------ | --------------------------- | --------------------------------------- | --------------------- | ---------------------------------------------------------------- |
| 山口県       | エフエム山口（FMY）            | 17:00 - 18:55               | 2015年12月28日 - 12月31日               |                       | 自社制作番組『COZINESS』の 放送休止に伴い全編をネット。          |
| 岡山県       | 岡山エフエム放送（FM OKAYAMA） | 17:20 - 18:55               | 2015年12月28日 - 12月31日               |                       | 自社制作番組『TWILIGHT PAVEMENT』の 放送休止に伴い全編をネット。 |
| 広島県       | 広島エフエム放送（HFM）        | 17:00 - 18:55 17:00 - 17:55 | 2015年12月28日・12月29日 2015年12月30日 | 17:55：HFM POWER PLAY |                                                                  |

## 音楽
- 17時台オープニング：「ameixa」 - 森（アルバム「AM to PM」に収録）
- 17時台ニュース：「Scenic Route」 - Glenn Underground
- 東京“道草”LIFE：「By The Light Of The Moon」 - DJ Rodriguez
- 18時台固定ジングル：「Tjader(Intro)」 - Destruments
- 18時台オープニング：「Rumours」 - As One
- 18時台ニュース：「Dirty Circuit (Lifting Live Mix)」 - Spirit Catcher[15]
- BGM（18時10分過ぎ、水曜・木曜）：「Kitchen」 - コトリンゴ
- 18時台ニュース解説
  - （月曜 - 水曜）：「The Whistle Song」 - Frankie Knuckles
  - （木曜）：「Shining Monument」 - 鳥山雄司
- Salvage Music（18時25分過ぎ）：「The Groove Factory Theme」 - DJ Rodriguez
- 18時台後半CMフィラー：「Dolce Marimba」 - DJ Rodriguez[16]
- エンディング：「You Are Music」 - Laidbook

## Salvage Music
前述でも述べた通り、当番組終了の1年半後となる2017年10月1日から『SALVAGE MUSIC』が単独番組『Salvage Music』として再開することになった。パーソナリティは当番組時代と異なり、モデルの板井麻衣子を起用していた。
洋楽・邦楽を問わず名盤とされる1枚のアルバムをピックアップしている。このため、番組中にかける楽曲も全て当該アルバムに収録している楽曲となっている。
2025年3月末を以て、番組の放送終了を発表した。2010年の番組内包コーナーから数え約15年の歴史に幕を閉じる事となった。

### 当番組内包時代との相違点
当番組に内包されていた時は、パーソナリティが20分間のコーナーに4・5曲紹介する形を取っていた（当初は25分間のコーナーに5・6曲紹介）。これに対して、単独番組になってからは放送時間が15分間（一部地域は10分間）ということもあり、その週に取り上げるアルバムからの楽曲紹介は3曲程度となっている。

### ネット局
毎週日曜に更新。▲は10分版、それ以外は15分版で放送。▼は未ネット局（2024年現在）。
放送時間の早い順から記載。全局、『radiko』『radiko.jpプレミアム』で聴取可能。
| 放送対象地域 | 放送局名                       | 放送時間               | 備考               |
| ------------ | ------------------------------ | ---------------------- | ------------------ |
| 大分県       | エフエム大分（Air-Radio FM88） | 毎週日曜 8:00 - 8:15   |                    |
| 宮城県       | エフエム仙台（Date fm）        | 毎週日曜 8:15 - 8:25   | ▲                  |
| 宮崎県       | エフエム宮崎（JOY FM）         | 毎週日曜 8:25 - 8:40   |                    |
| 福島県       | エフエム福島（ふくしまFM）     | 毎週日曜 8:45 - 9:00   |                    |
| 佐賀県       | エフエム佐賀（FMS）            | 毎週日曜 9:15 - 9:30   |                    |
| 香川県       | エフエム香川（FM香川）         | 毎週日曜 9:15 - 9:30   | [ 注 11 ]          |
| 岡山県       | 岡山エフエム放送（FM OKAYAMA） | 毎週日曜 24:45 - 25:00 |                    |
| 大阪府       | エフエム大阪（FM大阪）         | 毎週日曜 26:15 - 26:30 | [ 注 12 ]          |
| 岩手県       | エフエム岩手（FM IWATE）       | 毎週火曜 16:45 - 17:00 | 『夕刊ラジオ』内包 |
| 山形県       | エフエム山形（Rhythm Station） | 毎週金曜 11:30 - 11:45 |                    |
| 熊本県       | エフエム熊本（FMK）            | 毎週金曜 15:30 - 15:40 | ▲                  |
| 富山県       | 富山エフエム放送（FMとやま）   | 第5金曜 17:00 - 17:15  | [ 注 13 ]          |
| 栃木県       | エフエム栃木（RADIO BERRY）    | 毎週土曜 9:30 - 9:40   | [ 注 14 ]          |
| 青森県       | エフエム青森（AFB）            | 毎週土曜 17:10 - 17:25 |                    |

#### 過去のネット局
| 放送対象地域 | 放送局名                         | 放送時間               | 備考      |
| ------------ | -------------------------------- | ---------------------- | --------- |
| 兵庫県       | 兵庫エフエム放送（Kiss FM KOBE） | 毎週土曜 24:40 - 24:55 | [ 注 15 ] |